# 929 (číslo)
Devět set dvacet devět je přirozené číslo. Římskými číslicemi se zapisuje CMXXIX a řeckými číslicemi ϡκθ´. Následuje po čísle devět set dvacet osm a předchází číslu devět set třicet.

## Matematika
929 je:
- Palindromické číslo
- Deficientní číslo
- Prvočíslo
- Nešťastné číslo
- Součet devíti po sobě jdoucích prvočísel (83 + 89 + 97 + 101 + 103 + 107 + 109 + 113 + 127)

## Astronomie
- (929) Algunde je planetka hlavního pásu, kterou objevil v roce 1920 Karl Wilhelm Reinmuth
- NGC 929 je spirální galaxie v souhvězdí Velryby

## Ostatní
- +929 je jedna z telefonních předvoleb pro New York
- 929 je píseň americké zpěvačky Halsey

## Roky
- 929
- 929 př. n. l.